# Visby konvent

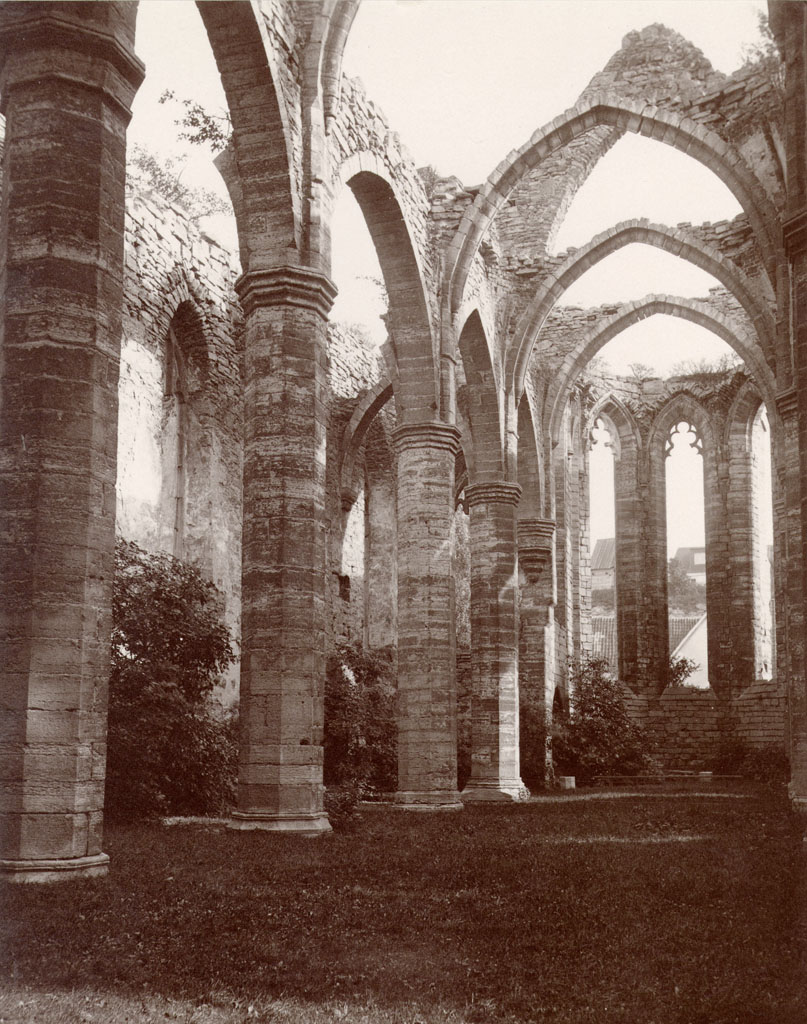
Visby konvents kyrka Sankta Katarina 1890.

Visby konvent (eller Gråbrödraklostret i Visby) grundades 1233 av franciskanerorden som dess första konvent i Sverige. Klosterkyrkan stod klar cirka 1250 och fick S:ta Katarina av Alexandria som skyddshelgon. Kyrkans sydmur och västpart ingår i den bevarade Sankta Katarina kyrkoruin.
Av konventets bevarade begravningslista,[källa behövs], likväl som av testamenten, framgår att Sankta Katarina mer omhuldats av stadens tyskar än av dess gotlänningar.